# 薛淵
薛淵（せつ えん、生年不詳 - 494年）は、南朝宋から斉にかけての軍人。本名は道淵。本貫は河東郡汾陰県。

## 経歴
宋の徐州刺史薛安都の従子にあたる。泰始2年（466年）、薛安都が彭城で北魏に降ると、薛淵は親族とともに北魏に入った。蕭道成が淮陰に駐屯すると、薛淵は南に逃れて蕭道成についた。蕭道成の帷幕を護衛し、その征戦に従った。元徽末年、功績により輔国将軍・右軍将軍の号を受け、驍騎将軍・軍主となり、竟陵侯に封じられた。
昇明元年（477年）、沈攸之の乱が起こると、蕭道成は朝堂に入り、蕭嶷が代わって東府を守り、薛淵は軍を率いて司徒左府に駐屯した。袁粲が石頭を占拠すると、薛淵は蕭嶷に誘われて夜間に石頭におもむき、その門に火をかけて攻撃した。建元元年（479年）、蕭道成が斉の皇帝に即位すると、薛淵は封邑を2500戸に加増された。淮陵郡太守に任じられ、寧朔将軍の号を加えられた。まもなく直閤将軍・冠軍将軍の号を受けた。そのまま太子左率に転じた。
北魏が薛道檦（薛安都の子）を派遣して寿春を攻撃すると、薛道檦が薛淵の親族であったことから、蕭道成は薛淵に薛道檦への信書を書かせた。北魏が薛淵の信書を得ると、薛道檦の内通を疑って、別の将軍を代わりに派遣した。
建元4年（482年）、斉の武帝が即位すると、薛淵は左衛将軍の号を受けた。薛淵の母の索氏は北魏にあって長安の楊氏に改嫁しており、薛淵はその身柄を買い取ろうとしていた。梁州刺史の崔慧景が索氏の国境まで来ていることを薛淵に知らせたため、薛淵は上表して解職を求め、国境まで迎えに行くことを許された。改めて散騎常侍・征虜将軍の位を受けた。けっきょく索氏が斉の領内に入ることはできなかった。永明元年（483年）、薛淵はまた上表して解職を求めたが、許されなかった。後に北魏の使者がやってくると、武帝は索氏の信書を薛淵に渡した。
武帝が安楽寺に幸すると、薛淵は帝駕に従って虜橋に入った。先だって羌虜橋に武装兵を入れないよう勅命が下っていたが、薛淵はこれに反して免官の処分を受けた。まもなくもとの職に復帰した。永明4年（486年）、持節・都督徐州諸軍事・徐州刺史として出向した。永明5年（487年）、右軍司馬に転じた。大司馬・済陽郡太守となった。永明7年（489年）、給事中・右衛将軍の位を受けたが、病のために任を解かれた。家に帰るのに車に乗ることができず、輿に乗って退出したため、糾弾を受けた。
永明8年（490年）、右将軍・大司馬となり、軍を率いて巴東王蕭子響を討った。蕭子響の軍主の劉超之が薛淵に賄賂を贈ってかくまわれ、薛淵はまた糾弾を受けた。永明10年（492年）、散騎常侍の位を受けた。永明11年（493年）、武帝が死去すると、薛淵は仮節を受けて、北魏の侵攻にそなえた。まもなく驍騎将軍の号を加えられた。
隆昌元年（494年）、持節・都督司州諸軍事・司州刺史として出向した。同年（延興元年）、平北将軍に進んだが、受けないうちに死去した。

## 伝記資料
- 『南斉書』巻30 列伝第11
- 『南史』巻40 列伝第30